# Municipio de Grand River (condado de Cass)
El municipio de Grand River (en inglés: Grand River Township) es un municipio ubicado en el condado de Cass en el estado estadounidense de Misuri. En el año 2010 tenía una población de 11530 habitantes y una densidad poblacional de 69,3 personas por km².

## Geografía
El municipio de Grand River se encuentra ubicado en las coordenadas 38°36′44″N 94°22′27″O / 38.61222, -94.37417. Según la Oficina del Censo de los Estados Unidos, el municipio tiene una superficie total de 166.38 km², de la cual 165.7 km² corresponden a tierra firme y (0.41%) 0.68 km² es agua.

## Demografía
Según el censo de 2010, había 11530 personas residiendo en el municipio de Grand River. La densidad de población era de 69,3 hab./km². De los 11530 habitantes, el municipio de Grand River estaba compuesto por el 95.33% blancos, el 1.11% eran afroamericanos, el 0.7% eran amerindios, el 0.61% eran asiáticos, el 0.07% eran isleños del Pacífico, el 0.66% eran de otras razas y el 1.53% pertenecían a dos o más razas. Del total de la población el 2.38% eran hispanos o latinos de cualquier raza.